# Poveda de las Cintas
Poveda de las Cintas ist ein Ort und eine kleine westspanische Gemeinde (municipio) in der Provinz Salamanca in der Autonomen Gemeinschaft Kastilien-León. 2024 hatte die Gemeinde 194 Einwohner. 

## Geographie
Poveda de las Cintas befindet sich etwa 40 Kilometer ostnordöstlich vom Stadtzentrum der Provinzhauptstadt Salamanca in einer Höhe von ca. 830 m. 

## Bevölkerungsentwicklung
| Jahr      | 1900 | 1920 | 1950 | 1970 | 1981 | 1991 | 2001 | 2011 | 2021 |
| Einwohner | 415  | 515  | 746  | 518  | 473  | 415  | 335  | 265  | 203  |

## Sehenswürdigkeiten
- Kirche Unser Lieben Frau (Iglesia de Nuestra Señora del Rosario)

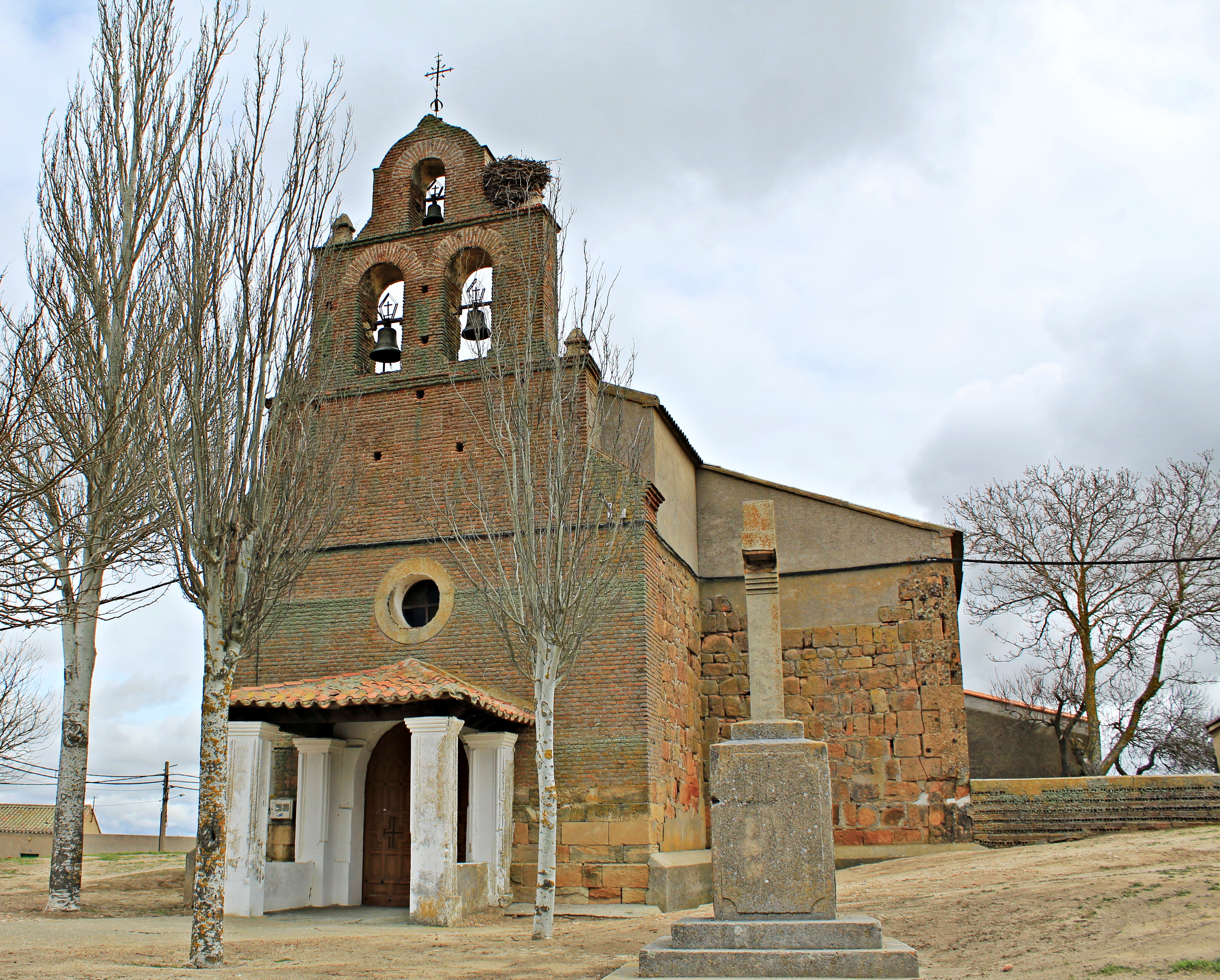
Kirche Unser lieben Frau
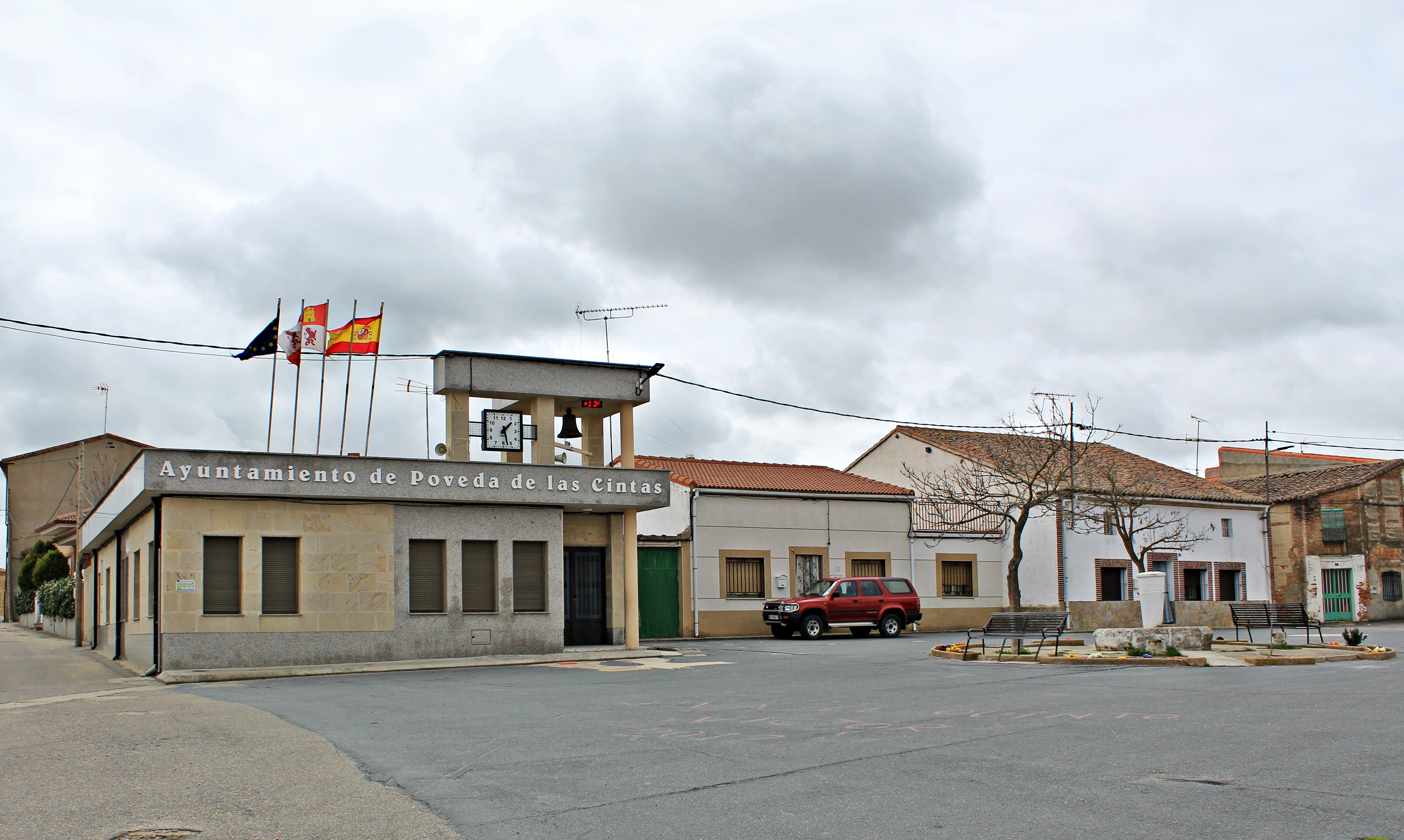
Rathaus